# طلال خلفان
طلال خلفان (عربی: طلال خلفان حديد الفارسي؛ زادهٔ ۲۵ نوامبر ۱۹۸۰) بازیکن فوتبال اهل عمان بود.
از باشگاه‌هایی که در آن بازی کرده‌است می‌توان به باشگاه فوتبال الاتحاد طرابلس، باشگاه ورزشی العربی کویت، باشگاه فوتبال النهده عمان، و باشگاه فوتبال نجران عربستان سعودی اشاره کرد.
وی همچنین در تیم ملی فوتبال عمان بازی کرده‌است.